# Giovanni Passannante
Giovanni Passannante (Salvia, 19 febbraio 1849 – Montelupo Fiorentino, 14 febbraio 1910) è stato un anarchico italiano.

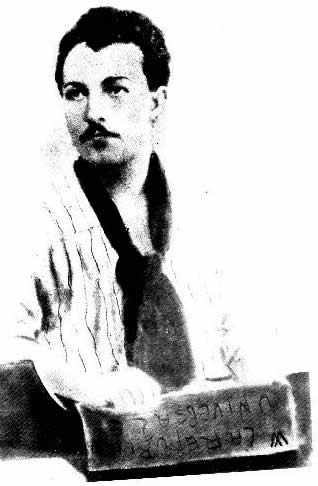
Giovanni Passannante

Nel 1878 fu autore di un fallito attentato alla vita di re Umberto I, il primo nella storia della dinastia Savoia. Condannato a morte, la pena gli fu commutata in ergastolo. La sua prigionia fu spietata e lo condusse alla follia, sollevando un enorme scandalo nell'opinione pubblica. Venne, in seguito, trasferito in manicomio, ove passò il resto della sua vita.
Il suo paese d'origine, in segno di penitenza, fu rinominato Savoia di Lucania in onore della famiglia reale, benché gli abitanti conservino, tuttora, la denominazione di salviani.

## Biografia

### Gli inizi
Nato da Pasquale Passannante e Maria Fiore, fu l'ultimo di dieci figli, quattro dei quali morti in tenera età. In paese era soprannominato Cambio e aveva una mano storpia a causa di una scottatura nell'acqua bollente quando era ragazzino. Le difficili condizioni economiche della famiglia lo costrinsero a elemosinare sin da bambino. Desideroso di apprendere, poté frequentare solo la prima elementare, cercando di imparare a leggere e scrivere da sé. Svolse lavori occasionali per aiutare la famiglia, facendo il guardiano di pecore e il domestico.
In seguito, Passannante si recò a Vietri, lavorando come sguattero, e poi a Potenza, trovando impiego come lavapiatti presso l'albergo Croce di Savoia, ma venne licenziato, a detta del proprietario, per il suo carattere ribelle e perché passava il tempo a leggere libri e giornali, anche se l'anarchico negò il fatto, asserendo che si dedicava alla lettura durante il tempo libero e che si autolicenziò in quanto il suo datore, in quattro mesi di lavoro, non l'aveva mai pagato.
A Potenza conobbe Giovanni Agoglia, ex capitano dell'esercito napoleonico e anch'egli originario di Salvia, il quale, notato l'interesse del ragazzo per gli studi, lo portò con sé a Salerno, assumendolo come domestico e assegnandogli un vitalizio per migliorare la sua istruzione. Passannante alternò la lettura della Bibbia a quella dei giornali e degli scritti di Giuseppe Mazzini. Inizialmente cattolico e fervente nelle pratiche religiose, si convertirà al culto evangelico e abbandonerà le forme esteriori, anche se la fede in Dio rimarrà viva in lui.

### Attività politica
Passannante incominciò a frequentare circoli filomazziniani e conobbe Matteo Melillo, uno dei maggiori esponenti internazionalisti di Salerno. La frequentazione di associazioni repubblicane gli procurò i primi problemi con la legge. Nella notte tra il 15 e il 16 maggio del 1870 due guardie di pubblica sicurezza trovarono Passannante mentre stava affiggendo proclami rivoluzionari. Passannante, venuto a conoscenza di un'imminente insurrezione in Calabria contro il governo, tentò di incitare la popolazione salernitana a fare altrettanto.
I manifesti di Passannante erano un'invettiva contro le monarchie e il papato, inneggiando alla Repubblica, a Mazzini e Garibaldi (a ogni modo, Passannante rivedrà, anni dopo, il suo pensiero sul condottiero nizzardo, accusandolo di simpatie verso la monarchia). Le guardie lo arrestarono con l'accusa di sovversione. Aveva con sé una copia de Il popolo d'Italia, giornale mazziniano, che gli fu sequestrata, e fu trattenuto in carcere per tre mesi. Secondo la deposizione di un inquilino che abitava nello stesso palazzo di Passannante, questi stava imparando il francese e progettava l'assassinio di Napoleone III, accusandolo di essere «la causa di impedimento all'attuazione della Repubblica Universale».
Uscito di prigione e tenuto sotto sorveglianza dalla prefettura di Salerno, tornò brevemente presso la famiglia a Salvia e, di ritorno a Salerno, trovò impiego come cuoco presso la fabbrica dei tessuti degli Svizzeri. Si licenziò e aprì un locale, La Trattoria del Popolo, in cui elargiva spesso pasti gratuiti; il ristorante venne chiuso nel dicembre del 1877. Orientatosi verso le idee anarchiche, si iscrisse alla Società Operaia di Pellezzano, che lasciò, in seguito, per contrasti con gli amministratori; entrò poi alla Società di Mutuo Soccorso degli Operai e grazie al suo attivismo i membri passarono da 80 a 200; Passannante lasciò anche questa organizzazione per gli stessi motivi. Nel giugno 1878 si trasferì a Napoli, dove visse alla giornata cambiando diversi datori di lavoro.

### L'attentato

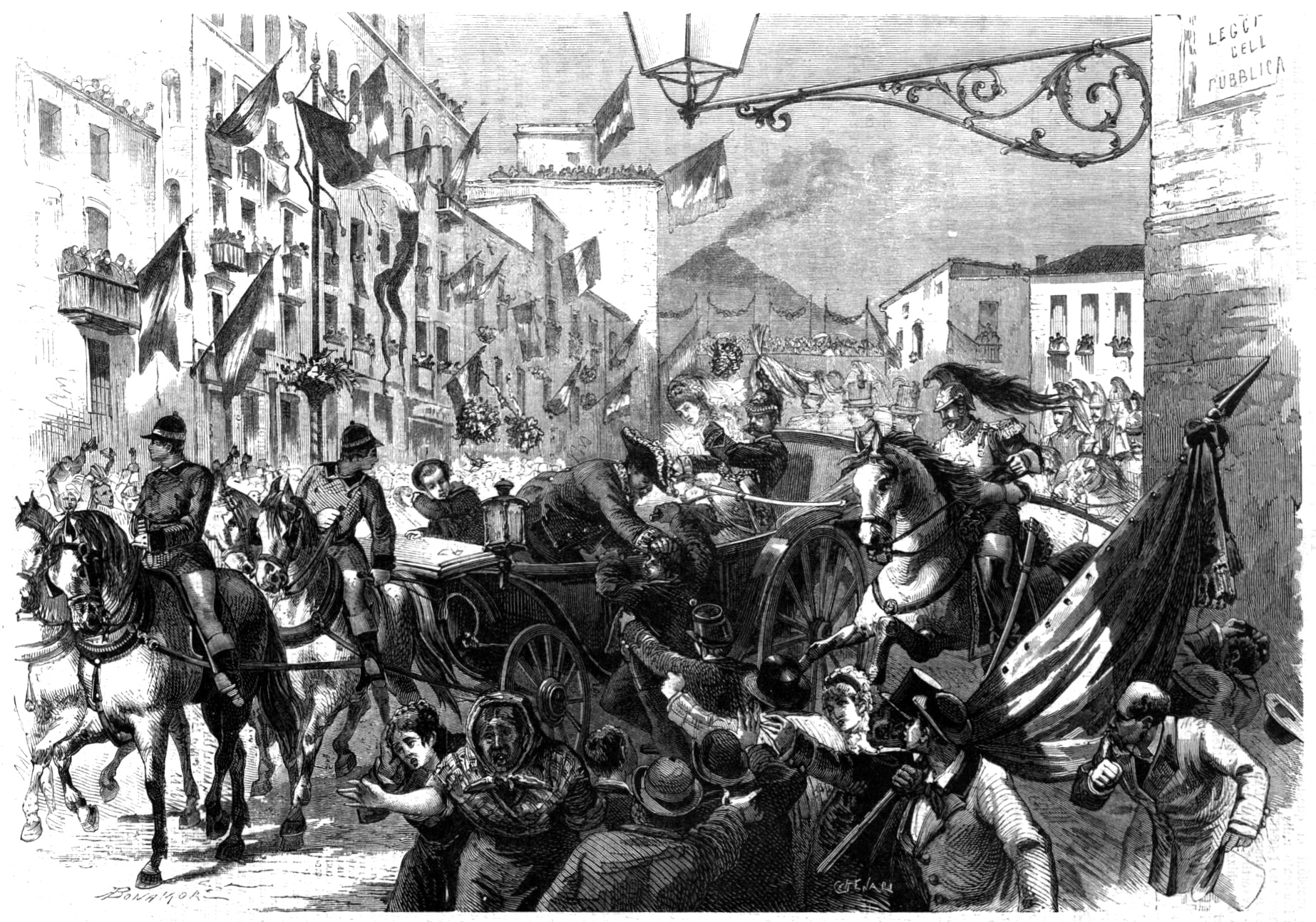
L'attentato su una pubblicazione dell'epoca

Umberto I, alla morte del padre, preparò un viaggio nelle maggiori città italiane per potersi mostrare al popolo, accompagnato dalla moglie Margherita e dal figlio (il futuro re Vittorio Emanuele III). Nei giorni antecedenti al fatto vi furono diverse proteste di matrice internazionalista nella città partenopea, represse dalle autorità. Un comizio tenuto dall'operaia femminista Annita Lanzara e dai tipografi internazionalisti Luigi Felicò e Taddeo Ricciardi venne interrotto dall'ispettore di pubblica sicurezza. Alcuni partecipanti come Pietro Cesare Ceccarelli, Francesco Saverio Merlino, Francesco Gastaldi, Giovanni Maggi e Saverio Salzano vennero arrestati mentre distribuivano volantini rivoluzionari.
Il 17 novembre 1878, la famiglia reale, assieme al Presidente del Consiglio Benedetto Cairoli, era in visita a Napoli. Venne preparata un'accoglienza sfarzosa, nonostante le polemiche avutesi in consiglio comunale sulle spese elevate per il ricevimento reale. Quando il corteo giunse all'altezza di largo della Carriera Grande nel mezzo di un pubblico festante, tante persone, in particolare donne, si dirigevano verso la carrozza per porgere suppliche. Passannante era tra gli astanti, attendendo il momento opportuno per avvicinarsi alla carrozza del sovrano, che incedeva lentamente nella piazza. Giunto il suo momento, l'attentatore sbucò all'improvviso dalla folla, salì sul predellino, scoprì un coltello, che teneva avvolto in uno straccio rosso, e tentò di accoltellare il monarca urlando: «Viva Orsini! Viva la Repubblica Universale!».
Il re riuscì a difendersi, rimanendo leggermente ferito al braccio sinistro. La regina lanciò in faccia all'aggressore il mazzo di fiori che aveva in grembo e avrebbe urlato: «Cairoli, salvi il re». Cairoli afferrò l'attentatore per i capelli ma venne ferito da un taglio alla coscia destra, una ferita non grave nonostante l'abbondante sangue versato. Accorsero subito i corazzieri e il loro capitano Stefano De Giovannini colpì l'anarchico con un fendente alla testa: l'attentatore venne subito tratto in arresto. La folla circostante, vedendo un uomo ferito condotto via, non si accorse immediatamente del fallito assassinio e pensò che Passannante fosse stato investito dalla carrozza reale: non vi fu quindi alcun tentativo di linciaggio. Il tutto si compì in un tempo così breve che le altre carrozze vicine a quella reale non dovettero mai fermare la loro marcia.

### L'arresto
Sanguinante per le ferite alla testa, non venne accompagnato in ospedale per essere medicato e subì altre sevizie. Affermò di aver agito da solo, di aver escogitato l'attentato due giorni prima e negò di appartenere ad alcuna organizzazione politica. Aveva compiuto il suo gesto con un coltello avente una lama di 12 cm che aveva ottenuto barattandolo con la sua giacca. Nel fazzoletto rosso in cui aveva nascosto l'arma, Passannante aveva scritto: «Morte al Re, viva la Repubblica Universale, viva Orsini».
Al momento dell'arresto, gli furono sequestrati i documenti: uno di questi era una lettera, che Passannante definì il suo «testamento», indirizzata a un tale don Giovannino, in cui lo pregava di elargire i suoi miseri averi ad alcune persone. L'attentato provocò nella regina Margherita un forte shock, anche se durante la sfilata cercò di mantenere un atteggiamento calmo e sorridente. Tornata alla reggia, si sentì male ed esclamò: «Si è rotto l'incantesimo di Casa Savoia!».
Il giorno dopo il re fu visitato da numerosi esponenti della nobiltà e della politica meridionale, tra questi i lucani Ascanio Branca, Salvatore Correale e Giuseppe Imperatrice, che espressero rincrescimento per il fatto che Passannante fosse un loro conterraneo. Il re li rincuorò, promettendo di fare una visita in Basilicata il prima possibile. La parola verrà mantenuta e la coppia reale soggiornerà a Potenza tra il 25 e il 27 gennaio 1881, presenziando all'inaugurazione del teatro Francesco Stabile.

### Le conseguenze

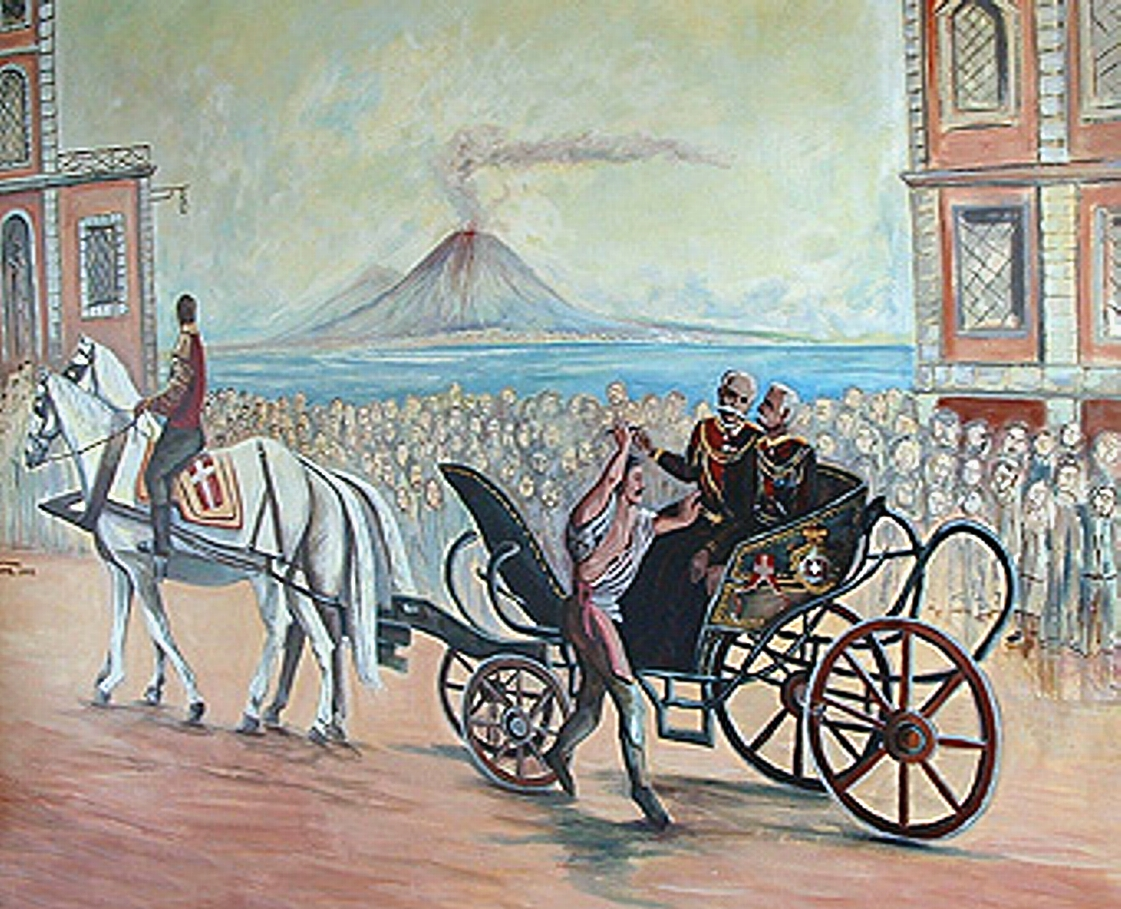
L'attentato su un murale di Savoia di Lucania

L'attentato sconvolse l’Italia intera e produsse opposti sentimenti da una parte, con cortei di protesta solidali nei confronti del Re, cui si contrapposero coloro che invece elogiarono l'attentatore. Il giorno successivo, a Firenze, venne lanciata una bomba contro un corteo monarchico: due uomini e una bambina restarono uccisi e una decina di persone furono ferite. Si attribuì la tragedia agli internazionalisti e vennero arrestati diversi esponenti del movimento, che verranno poi scarcerati per mancanza di prove. Uno di loro, Cesare Batacchi, verrà graziato solo il 14 maggio 1900. Secondo alcuni, l'arresto di Batacchi e degli altri internazionalisti sarebbe stato una strumentalizzazione poliziesca per reprimere le associazioni avverse alla monarchia.
A Pisa, un'altra bomba venne fatta esplodere durante una manifestazione a favore del re, ma non si registrarono vittime. Venne arrestato un tale Pietro Orsolini, che, nonostante diverse prove di innocenza, morì nel carcere di Lucca nel 1887. La notte del 18 novembre venne assalita una caserma a Pesaro con un deposito di 5 000 fucili: un internazionalista fu arrestato. Si registrarono sommosse in tutta la nazione e il governo, che temeva un complotto anarchico contro la corona, intervenne con un'opera di repressione. Vi furono scontri con le forze dell'ordine in città come Bologna, Genova, Pesaro e molte persone vennero arrestate al solo elogio verso l'attentatore o alla sola denigrazione nei confronti del re, come accadde a Torino, Città di Castello, Milano, Guglionesi, La Spezia e Bologna.
Il poeta Giovanni Pascoli, intervenendo in una riunione di aderenti ad ambienti socialisti a Bologna, diede pubblica lettura di una sua Ode a Passannante. Subito dopo la lettura, Pascoli distrusse l'ode e di tale componimento si conosce solo il contenuto dei versi conclusivi, di cui è stata tramandata la parafrasi: «Colla berretta d'un cuoco, faremo una bandiera». Sull'esistenza dell'ode non esistono fonti concrete, anche se Gian Battista Lolli, segretario della federazione socialista di Bologna e amico di Pascoli, sostenne di aver assistito alla lettura e attribuì al poeta la composizione dell'opera. Pascoli, in seguito, verrà arrestato per aver manifestato a favore degli anarchici che erano stati a loro volta tratti in arresto per i disordini generati dalla condanna di Passannante. Durante il loro processo, il poeta urlò: «Se questi sono i malfattori, evviva i malfattori!».
Paul Brousse, direttore del giornale anarchico L'Avant-Garde di Neuchâtel, pubblicò sulla propria testata un articolo apologetico su Passannante e altri attentatori come Juan Oliva Moncasi, Max Hödel e Karl Nobiling. Il paragrafo presenta l'anarchico basilicatese con simpatia e ammirazione, arrivando a definirlo «una natura energica». La pubblicazione generò polemiche e la Svizzera, asilo politico di numerosi anarchici, ricevette accuse di essere un focolaio di cospirazione antimonarchica a livello internazionale. I sovrani d'Italia, Germania, Russia e Spagna fecero pressioni sul governo svizzero affinché invalidasse l'attività del giornale per non turbare i rapporti diplomatici. Così L'Avant-Garde fu soppresso, Brousse venne arrestato ed espulso dalla Svizzera. Durante il processo, Brousse si rifiutò di nominare l'autore dell'articolo, il quale, secondo alcune voci, sarebbe l'anarchico Carlo Cafiero, che si trovava in Svizzera in quel periodo.
Pochi giorni dopo il tentato regicidio, in Parlamento la condanna dell'attentato fu unanime ma il governo Cairoli fu attaccato dalla destra e da una parte della sinistra, con l'accusa di incapacità nel tutelare l'ordine pubblico e di eccessiva tolleranza nei confronti delle associazioni internazionaliste e repubblicane. L'11 dicembre 1878 il ministro Guido Baccelli presentò una mozione di fiducia al governo, che fu respinta con 263 voti contrari, 189 favorevoli e cinque astenuti, costringendo Cairoli a rassegnare le dimissioni.

### I dibattiti
La notizia dell'attentato fece il giro d'Europa e anche in questo caso vi furono opinioni opposte. Alcuni organi di stampa (italiani e stranieri) condannarono l'attentatore rivolgendogli diverse accuse, alcune persino prive di fondamento o puramente inventate. La Republique Française di Parigi indicò la Chiesa e gli ex regnanti borbonici come mandanti del tentato regicidio; L'Arena di Verona e il Corriere della Sera di Milano lo definirono un brigante che, in passato, aveva ucciso una donna mentre, in una litografia pubblicata a Torino, venne riportato che il padre di Passannante era un camorrista e che suo figlio fu educato con sentimenti di odio e di disprezzo per la libertà italiana. Il quotidiano La Stampa scrisse che Passannante era già stato rinchiuso in passato a Rocca d'Anfo e nel forte di Fenestrelle, descrivendolo come un «omiciattolo cachettico, smilzo, butterato dal vaiolo».
Altri giornali espressero opinioni differenti; la tedesca Kölnische Zeitung auspicò che l'attentato servisse come monito allo Stato italiano per comprendere meglio i bisogni del ceto subalterno; l'inglese Daily News vide nel malcontento e nella miseria i fattori che spinsero l'anarchico ad armarsi mentre il Satana di Cesena (che verrà soppresso con l'accusa di propaganda contro il re e le istituzioni) non lo considerò un assassino ma un «infelice affascinato» dei mali che turbarono la società del tempo. L'economista belga Émile de Laveleye vide nel gesto di Passannante un «avvertimento», un attentato non rivolto al re, ma alla monarchia, «non la monarchia come istituzione politica, ma come simbolo dell'ineguaglianza sociale». Il gesto di Passannante spinse, tuttavia, il monarca nel garantire alcuni sussidi al popolo e in comuni come Torre Annunziata, Castel di Sangro, San Buono vennero distribuiti, gratuitamente, cibo e abiti ai più poveri.
Alcuni repubblicani presero le distanze da Passannante e mandarono felicitazioni al re, come Aurelio Saffi (in passato triumviro della Repubblica Romana, con Mazzini e Carlo Armellini) e Alberto Mario, secondo quest'ultimo un tale gesto «accresce la miseria arruffandone il problema». Fu informato dell'accaduto anche Francesco II, sovrano del decaduto regno delle Due Sicilie, in quel momento in esilio a Parigi. Francesco II deplorò l'attentatore, definendo la Basilicata «paesi cattivi: un nido di socialisti... di socialisti, non esattamente, più precisamente di comunisti partigiani!». Infine aggiunse: «la nostra vita è solo nelle mani di Dio» e «Dio non vuole che gli assassini riescano».
Anche Giuseppe Garibaldi seppe della notizia. Il 21 novembre 1878 inviò un telegramma di buon auspicio a Cairoli (che era un ex camicia rossa) e al re Umberto I. Qualche giorno dopo, Garibaldi indirizzò una lettera al giornale Capitale in cui scrisse riguardo all'attentato che «Il malessere politico non è altro che una conseguenza dei pessimi governi e questi sono i veri creatori dell'assassinio e del regicidio» e nel 1880, in una lettera al repubblicano francese Félix Pyat, definì Passannante un «precursore dell'avvenire», una dichiarazione che susciterà polemiche.

### Il manoscritto
Il 28 dicembre, il giornale Roma pubblicò un manoscritto dell'anarchico intitolato Ricordo per l'avvenire al popolo universale, dove espose la sua visione di società egualitaria, il disprezzo verso la Monarchia, e la promozione di assistenza economica per le fasce deboli come donne incinte, anziani e ammalati. La sua richiesta di beneficio sociale fu originale per l'epoca, basti pensare che bisognerà aspettare circa un secolo per vedere realizzata la legge sulla tutela fisica ed economica delle lavoratrici madri del 1950, che sino alla promulgazione della nuova legge del 1971, escludeva le madri artigiane, mezzadre e commercianti. Accanto alla pubblicazione, il quotidiano, benché di ideali simili all'attentatore, derise il documento e definì Passannante «un nuovo legislatore».

### Le rivalse sulla città natale e la famiglia
La sera stessa dell'attentato Giuseppe Zanardelli, allora ministro dell'Interno, informò tutte le prefetture del regno sull'accaduto. Il prefetto di Potenza ricevette l'ordine di perquisire l'abitazione dei parenti e di chiunque avesse avuto rapporti con Passannante, inviando i carabinieri a Salvia. Nella casa dell'anarchico furono trovati una stampa de La Marsigliese e una copia del giornale La Nuova Basilicata, datata 1871 e contenente notizie sulla Comune di Parigi. Vennero perquisiti tutti i luoghi riconducibili all'attentatore ma i carabinieri annotarono, nel loro rapporto, di non aver trovato nulla di criminoso.
Giovanni Parrella, sindaco di Salvia, il quale dovette prelevare denaro dalle casse comunali per affittare un abito adeguato per l'incontro, si recò a Napoli per porgere le sue scuse e chiedere perdono a Umberto I, il quale le accettò dicendogli: «gli assassini non hanno patria». Fu, in seguito, ricevuto dai consiglieri del monarca che, per ottenere la clemenza, gli imposero il cambiamento di nome della città d'origine dell'anarchico, rinominandola Savoia di Lucania. Il sindaco accettò senza discutere e il comune cambiò toponimo con regio decreto il 3 luglio 1879. Il cambio di nome fu oggetto di discussione da parte di alcuni, ad esempio il meridionalista Giustino Fortunato che, nel 1913, dirà: «Io non so rassegnarmi che un così bel nome sia andato capricciosamente cancellato!».
L'intera famiglia dell'attentatore fu dichiarata folle e suo fratello Giuseppe, ritenuto affetto da alienazione mentale, fu internato nel manicomio criminale di Aversa. Si saprà, in seguito, che il fratello era malato di febbre palustre che, assieme a una scarsa alimentazione, lo aveva reso anemico. Il padre defunto, che aveva perso i genitori a 9 anni, soffrì di convulsioni che cessarono con l'età ed ebbe problemi di artrite reumatica; la madre, settantaduenne, aveva tremori ed era affetta da neuropatia. Secondo il direttore del manicomio, Gaspare Virgilio, le condizioni di salute dei genitori ebbero effetti degenerativi sui figli. Per Virgilio, Passannante era «semipazzo», «imbecille» e ritenne che «fosse la mano di un uomo non sano quella che si armò per immolare il figlio di colui che per antonomasia fu detto il Galantuomo».

### L'interrogatorio e le inchieste
(Passannante davanti al giudice)
Oltre a Passannante, il 18 novembre 1878 vennero arrestati con l'accusa di essere complici Matteo Maria Melillo, Tommaso Schettino, Elviro Ciccarese e Felice D'Amato ma verranno scarcerati l'anno successivo per insufficienza di prove. Numerose persone furono interrogate e tacciate di essere in combutta con l'anarchico ma i regi carabinieri e i giudici non riuscirono a trovare testimonianze concrete. La mattina del 19 novembre, Passannante fu portato nel carcere di San Francesco, rinchiuso in una cella di isolamento. Mostrò sempre un atteggiamento calmo e impassibile, anche se in alcune occasioni si lasciò andare al pianto. Sottoposto a esami psichiatrici, risultò sano di mente.
Cesare Lombroso instaurò una polemica con i periti convinto della pazzia dell'anarchico (anche se mai lo visitò personalmente); gli rispose il medico Augusto Tamburrini, che difese la validità della perizia. Soggetto a un lungo interrogatorio, Passannante non si definì né socialista né internazionalista e si proclamò solo un sostenitore della repubblica universale. Nutriva risentimento verso i liberali che parteciparono ai moti risorgimentali e che, a sua detta, tradirono i loro ideali per ricoprire ruoli importanti e arricchirsi, oltre ad asserire che il movente del suo gesto era causato dalla miseria e dalle tasse. Dichiarò di non aver nulla di personale contro Umberto I, ma rancore verso tutti i monarchi.

### Processo e condanna

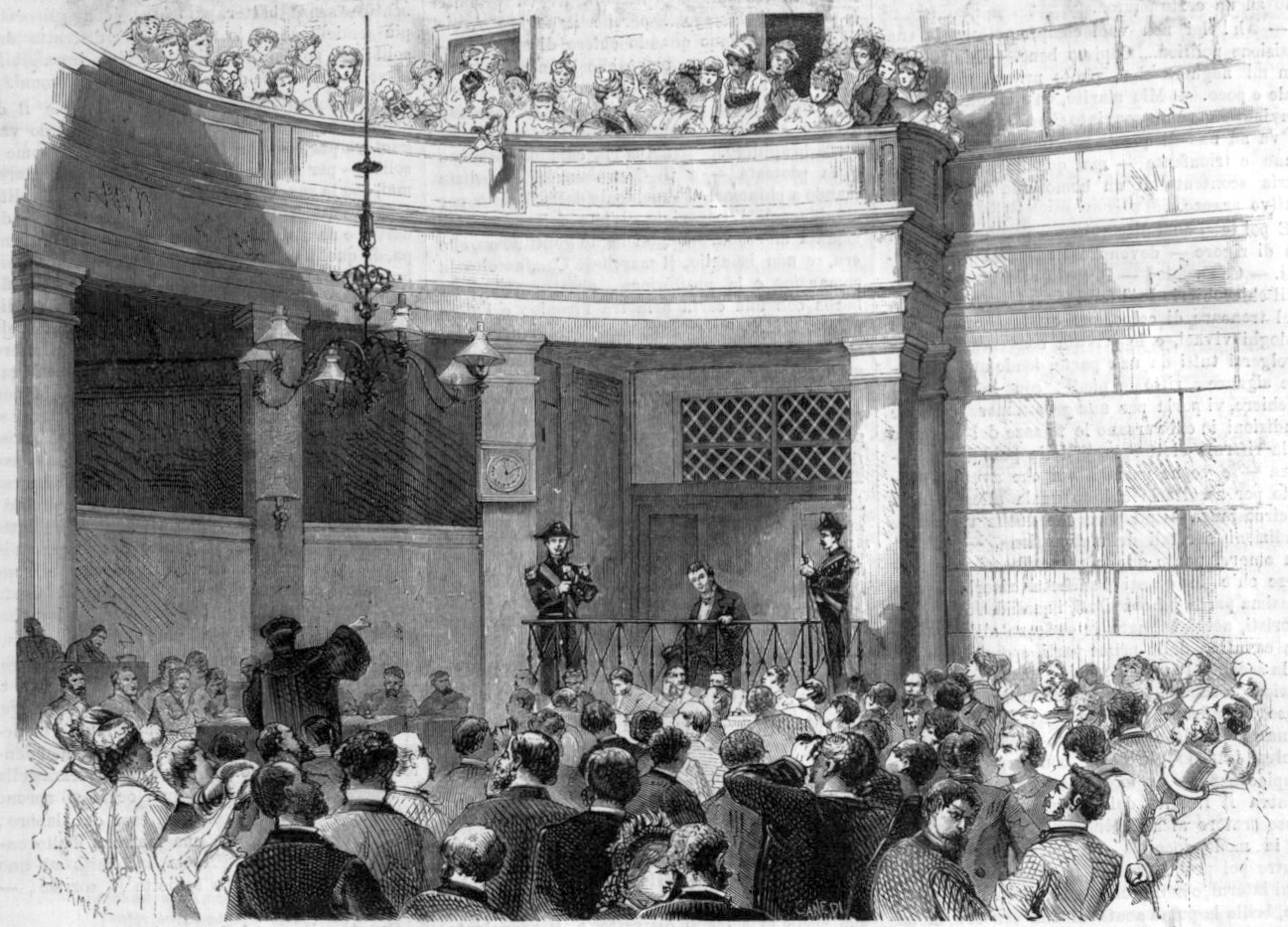
Il processo su una pubblicazione dell'epoca

Il 6 e il 7 marzo 1879, davanti a una folla gremita, venne celebrato il processo e la sua difesa fu affidata all'avvocato Leopoldo Tarantini. La nomina della giuria fu oggetto di controversie e, anni dopo, l'anarchico Luigi Galleani dirà che la loro estrazione fu «un oltraggio alle norme e alle consuetudini giudiziarie». Anche l'attività di Tarantini fu criticata dalle fazioni anarchiche e repubblicane: Francesco Saverio Merlino definì l'avvocato «un secondo accusatore, che andò a prendere ordini a Roma prima di invocare per lui la clemenza reale»; per Galleani, Passannante è «abbandonato al carnefice dal suo avvocato» mentre un giornalista anonimo della Rivista repubblicana considerò il suo operato una «difesa sconclusionata ed infelice».
Terminato il processo, il procuratore generale Francesco La Francesca chiese l'applicazione della condanna a morte, benché solo un anno prima avesse scritto un opuscolo sull'abolizione della pena capitale, tanto da essere premiato da Pietro II, imperatore del Brasile. Il processo si concluse con la condanna a morte prevista per l'attentato alla persona del Re. Merlino riporterà anni dopo, nella sua opera L'Italia quale è, la confessione di un magistrato, secondo cui quattro giurati votarono per l'assoluzione e cinque per le attenuanti ma non fu concessa né l'una né le altre.
La sentenza capitale suscitò le proteste degli internazionalisti e sorsero iniziative a favore di Passannante. Errico Malatesta e Francesco Ginnasi furono autori di un manifesto pieno di invettive contro il re, redatto a Ginevra e diffuso in Italia. Le copie furono sequestrate, mentre Malatesta e Ginnasi furono costretti alla fuga. Il ministro di giustizia Diego Tajani, in passato avvocato che si batté per la clemenza di Giovanni Nicotera, condannato a morte e poi perdonato da Ferdinando II di Borbone per i fatti della spedizione di Sapri (1857), si schierò, invece, contro la grazia di Passannante. Anche gli organi di stampa si divisero: il Piccolo di Napoli invocò la commiserazione, mentre la Perseveranza di Milano sostenne l'esecuzione capitale.
Tarantini fece ricorso in Cassazione che venne rigettato. Lo stesso Passannante era contrario: egli non cercava la grazia poiché, secondo le sue parole, non avrebbe portato alcun vantaggio alla sua causa mentre la morte l'avrebbe reso un «martire politico» e avrebbe giovato alla rivoluzione. Dopo il diniego della Cassazione, l'avvocato preparò una domanda di grazia da consegnare al re, ultima alternativa rimasta. Con Regio Decreto del 29 marzo 1879, Umberto I concesse la grazia a Passannante, commutando la pena in ergastolo. Il re firmò il decreto motu proprio, dicendo al ministro di giustizia: «Ho deciso di far grazia a Passannante: egli era un povero illuso». La notizia della clemenza sovrana fece il giro d'Italia e venne accolta positivamente da gran parte dell'opinione pubblica e della stampa. A grazia ricevuta l'anarchico, benché avesse ringraziato il re, aveva scritto una lettera in cui lo considerava ancora un suo «nemico»; la missiva, però, venne sequestrata dal direttore del carcere. Passannante sconterà la pena a Portoferraio, sull'isola d'Elba.

### La prigionia

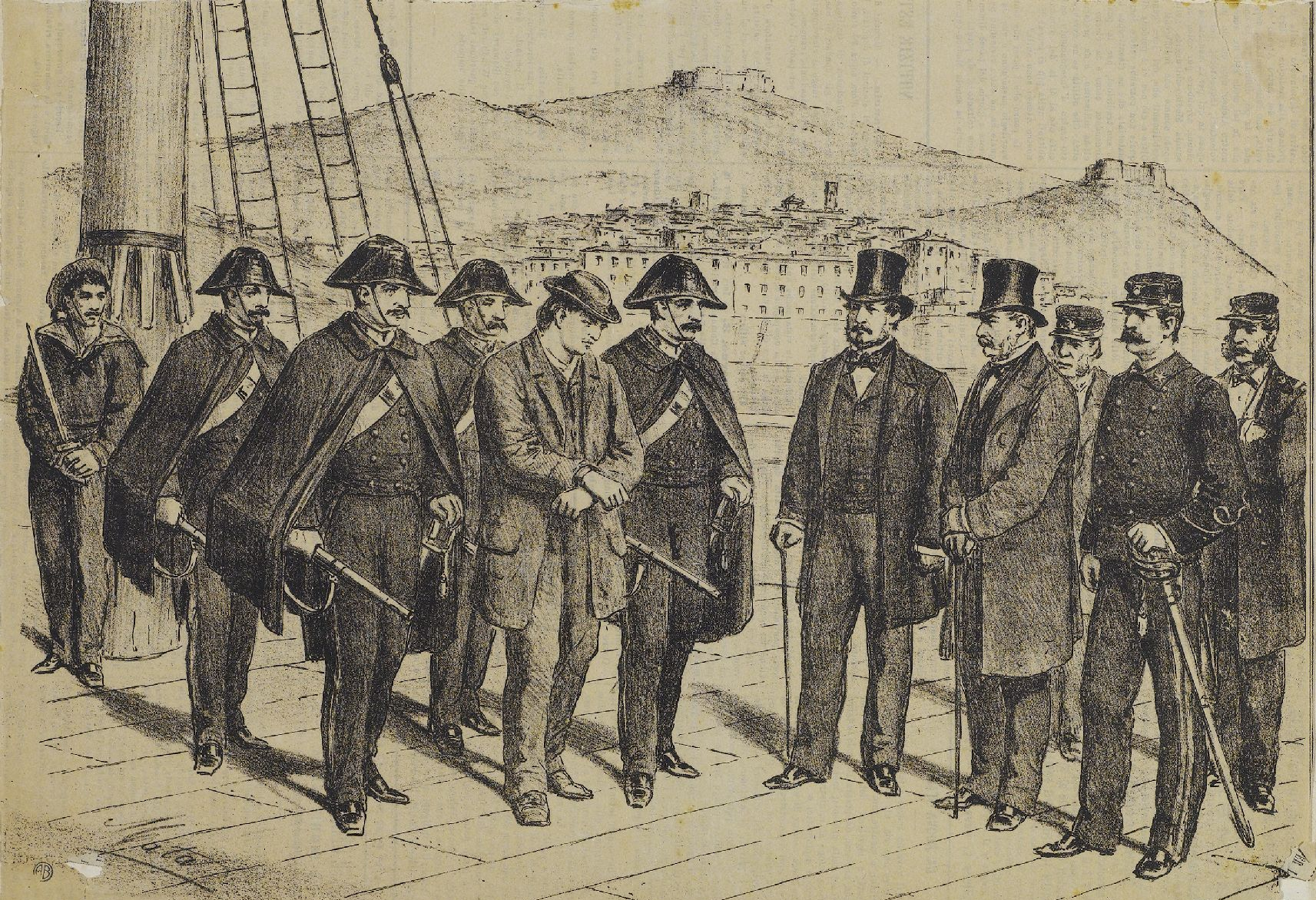
Passannante giunto a Portoferraio

Arrivato a Portoferraio, Passannante venne condotto nella prigione della Torre della Linguella (nota anche come Torre del Martello ed in seguito ribattezzata Torre di Passannante). La cella era piccola, umida, buia, senza servizi igienici e posta sotto il livello del mare. Attaccato ad una corta catena di 18 chilogrammi, che gli consentiva di fare solo due o tre passi ed in completo isolamento, non poté ricevere visite e lettere. Nonostante il Corriere dell'Elba avesse annunciato che in quella gabbia angusta «sarà tenuto per qualche tempo, dipoi sarà posto insieme agli altri a subire la vera pena della galera», in realtà Passannante visse in quelle condizioni per 10 anni.
Con il passare del tempo tale detenzione influì sulla sua salute, sia mentale sia fisica. Si ammalò di scorbuto, fu colpito dalla tenia, perse i peli del corpo, la pelle si scolorì, le palpebre si rovesciarono sugli occhi, le guance si vuotarono e si gonfiarono e, secondo alcune testimonianze, arrivò a cibarsi dei propri escrementi. I barcaioli che passavano nelle vicinanze della torre udivano spesso le urla di strazio del detenuto. Dopo due anni, i carcerieri lo fecero salire al di sopra del livello del mare, ma le condizioni di vita rimasero immutate.

#### I dibattiti sulla pena

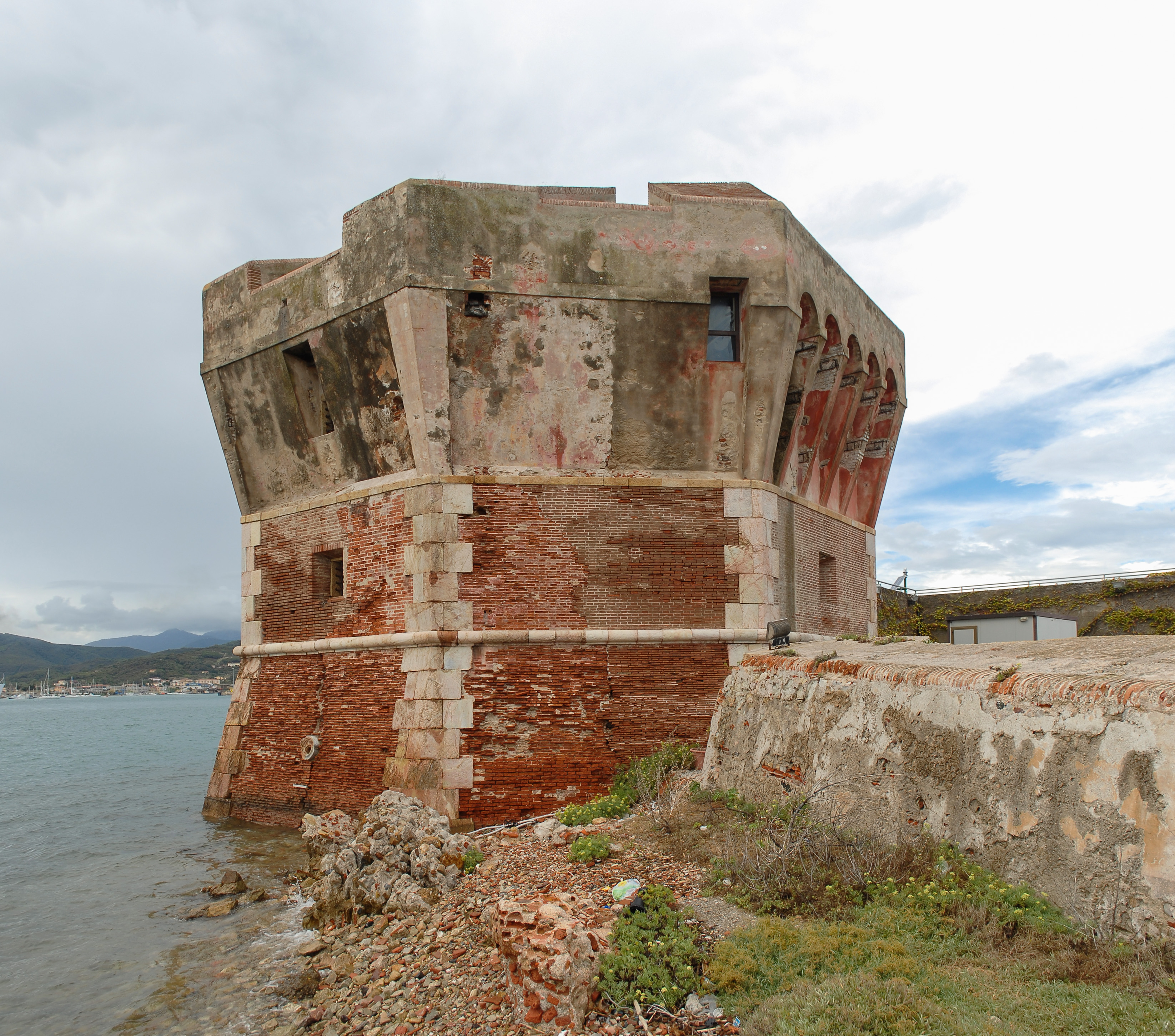
La Torre della Linguella, dove Passannante fu rinchiuso

Nel frattempo, in città come Roma e Ancona furono mosse manifestazioni a favore dell'anarchico. Paul Brousse, in esilio a Londra dopo l'articolo elogiativo su Passannante, propose una raccolta di denaro per attenuare la pena dell'anarchico o persino di preparare un'eventuale fuga. Si tentò di coinvolgere anche gli internazionalisti francesi e tedeschi ma l'iniziativa non venne mai concretizzata. Ad Alessandria d'Egitto venne costituito il Gruppo Passannante, presieduto dall'internazionalista pisano Oreste Falleri, ex garibaldino fuggito in Egitto a causa delle persecuzioni antirepubblicane.
L'onorevole Agostino Bertani, che incontrò l'anarchico già dopo il suo arresto nel 1879, dopo un lungo diverbio con il ministero, ottenne il permesso di recarsi a Portoferraio per visitarlo una seconda volta, accompagnato dalla giornalista Anna Maria Mozzoni. Nel 1885 il deputato dell'Estrema sinistra storica e la giornalista giunsero alla fortezza; a Bertani fu imposto di vederlo solo attraverso la serratura e nel massimo silenzio, poiché il detenuto non doveva accorgersi della presenza di altre persone.
Il politico rimase scioccato per la condizione in cui versava (secondo Mozzoni, «per molti giorni ne ebbe guastati l'appetito ed il sonno») ed esclamò: «Questo non è un castigo, è una vendetta peggiore del patibolo; il re non sa nulla, non è possibile che lo sappia, egli non tollererebbe un fatto che getta su lui un'ombra odiosa; è una vigliaccheria da cortigiani». Bertani e la Mozzoni denunciarono il trattamento inflitto a Passannante, suscitando un enorme scandalo politico e mediatico. Il deputato minacciò anche un'interpellanza parlamentare che però non verrà mai effettuata, probabilmente a causa delle sue precarie condizioni di salute che lo condurranno alla morte l'anno seguente.
Il ministro dell'interno Giovanni Nicotera tentò di difendersi dicendo che il condannato era stato segregato «anche per suo desiderio. Le visite erano state sconsigliate dal sanitario e sfuggite dal condannato; il cibo era quello prescritto dal medico.». La Mozzoni si rivolse direttamente a Umberto I e gli inviò una lettera, esortandolo a intervenire contro le violazioni della pena, ma non ricevette risposta. Dubbi sorsero da esponenti del mondo anarchico. Secondo Galleani, il re sapeva della tortura ai danni di Passannante e fu lui stesso ad autorizzarla; anche Amilcare Cipriani ritenne che il sovrano lo lasciò impazzire in galera, poiché gli attentatori non venivano uccisi, anzi «prolungano la loro vita, perché sentano meglio la morte». Il fascicolo carcerario, conservato in un magazzino di stoccaggio a Perugia, non è consultabile dal pubblico.

### La morte

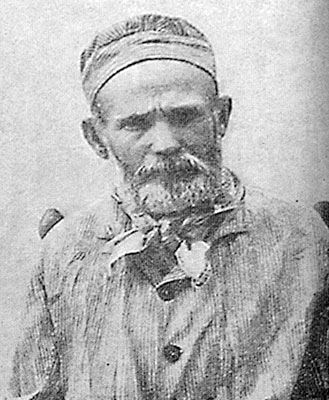
Fotografia di Passannante in manicomio (1896)

Su sollecitazione di Bertani e della Mozzoni, sul prigioniero, che nel frattempo aveva sviluppato una malattia mentale, fu eseguita una perizia psichiatrica condotta dai professori Serafino Biffi e Augusto Tamburini (gli stessi che lo avevano visitato dopo l'arresto) e, questa volta, fu dichiarato insano di mente. Nel 1889 fu trasferito, segretamente, presso la Villa medicea dell'Ambrogiana, il manicomio criminale di Montelupo Fiorentino.
Anche se era trattato in maniera più umana, le sue condizioni psichiche e fisiche erano ormai irreversibili. Non poté essere visitato da nessuno, eccetto alcuni privilegiati. Nel suo ultimo periodo di vita non diede mai segni di aggressività e, nonostante l'atroce detenzione, non si era spenta in lui la passione per la scrittura anche se, qualche volta, gli venne l'impulso di distruggere i suoi quaderni. A coloro che lo visitarono e gli domandarono se avrebbe ripetuto il gesto, egli rispose di non essersi mai pentito di ciò che aveva fatto. Gli venne permesso di coltivare un orticello, cosa che fece per circa tre anni prima di estirpare tutto. Rimase solo una pianta che venne chiamata Il limone di Sor Giovanni.
Nel 1908 divenne cieco e, dopo aver passato i suoi ultimi due anni in cecità, morì nel manicomio cinque giorni prima del suo 61º compleanno. Il referto del manicomio di Montelupo Fiorentino, spedito nello stesso giorno al comune di Savoia di Lucania, riportò una broncopolmonite come causa del decesso. La sua morte verrà ricordata da numerosi esponenti del movimento anarchico, tra cui Luigi Galleani, Luigi Bertoni, Michele Schirru e Randolfo Vella.

## Altre controversie

### Post mortem
Dopo la morte, il cadavere, in ossequio alle teorie dell'antropologia criminale dell'epoca miranti ad individuare supposte cause fisiche alla «devianza», fu sottoposto ad autopsia e decapitato; Mentre del suo corpo non si hanno più notizie, il cervello ed il cranio di Passannante, separati dal corpo poco prima della sepoltura, vennero immersi in una soluzione di cloruro e zinco e furono preservati nel manicomio di Montelupo Fiorentino per poi esser portati alla Scuola superiore di polizia associata al carcere giudiziario Regina Coeli di Roma.
Nel 1936 i suoi resti, assieme ai suoi blocchi di appunti, vennero trasferiti presso il Museo criminologico di Roma, parte dell'Amministrazione penitenziaria del Ministero della giustizia, ove il cervello, immerso in formalina, venne conservato in una teca di vetro sigillato. Nel 1982 il cervello fu oggetto di studi del prof. Alvaro Marchiori dell'Istituto di medicina legale dell'università La Sapienza. Il cervello ed il cranio rimarranno ivi esposti sino al 2007 quando furono tumulati nel paese natio.
Infatti già dal 1996 la permanenza dei resti nel museo aveva causato proteste e interrogazioni dei parlamentari: tra questi Francesco Rutelli, che sollecitò la tumulazione delle spoglie dell'anarchico nel suo paese natio. Del caso si occupò anche l'eurodeputato lucano Gianni Pittella, che portò la questione alla Commissione e al Consiglio europeo chiedendo, in base alla Carta dei diritti fondamentali dell'UE, di darne umana sepoltura. Il 23 febbraio 1999 il ministro di grazia e giustizia Oliviero Diliberto firmò il nulla osta per la traslazione dei resti di Passannante da Roma a Savoia di Lucania, che avverrà solamente otto anni dopo. L'attore Ulderico Pesce diede vita a una raccolta di firme che contribuirà a portare i rimanenti del defunto nella città natale. All'iniziativa aderirono numerosi personaggi dello spettacolo e della letteratura tra cui Francesco Guccini, Dario Fo, Marco Travaglio, Antonello Venditti, Oliviero Diliberto, Paola Turci, Carmen Consoli, Peter Gomez, Erri De Luca e Giorgio Tirabassi.

#### La sepoltura
La sepoltura di Passannante era prevista per l'11 maggio 2007, in seguito a una cerimonia funebre che si sarebbe dovuta tenere alle ore 11 circa del medesimo giorno nella chiesa madre di Savoia di Lucania. La sepoltura venne però effettuata senza rito e il giorno precedente a quello stabilito, alla sola presenza del sindaco Rosina Ricciardi, di un giornalista del quotidiano La Nuova del Sud e di una sottosegretaria del presidente della regione Basilicata Vito De Filippo, scortati da alcuni carabinieri e agenti della Digos, che avevano trasportato i resti da Roma.
La decisione fu giustificata ufficialmente con la causa di ordine pubblico. Secondo un rapporto del Sisde, per l'11 maggio era previsto l'arrivo a Savoia di Francesco Caruso, deputato di Rifondazione Comunista, assieme ad un gruppo di attivisti no global. Molte perplessità in merito furono tuttavia espresse da esponenti del mondo culturale e politico lucano, e anche da parte del comitato pro-Salvia, i cui esponenti, assieme a Pesce, hanno per giorni condotto uno sciopero della fame affinché i resti di Passannante venissero riesumati dal cimitero comunale, portati in chiesa madre per il rito funebre ed infine sepolti.
La richiesta del comitato venne accolta e il 2 giugno dello stesso anno si è tenuta una messa in suffragio del defunto, nella chiesa madre del comune lucano. La commemorazione venne fortemente criticata da Sergio Boschiero, segretario dell'Unione Monarchica Italiana, che, in un comunicato stampa, la considerò un atto di riabilitazione di un mancato assassino. Il 7 gennaio 2012 la tomba di Passannante è stata profanata da ignoti: la lapide è stata presa a martellate e gravemente danneggiata. La scoperta è attribuita ad alcuni cittadini di Savoia di Lucania, che si erano recati a visitare il cimitero. Nei giorni seguenti, Vittorio Emanuele di Savoia ha condannato l'atto vandalico.

### Il nome del paese d'origine

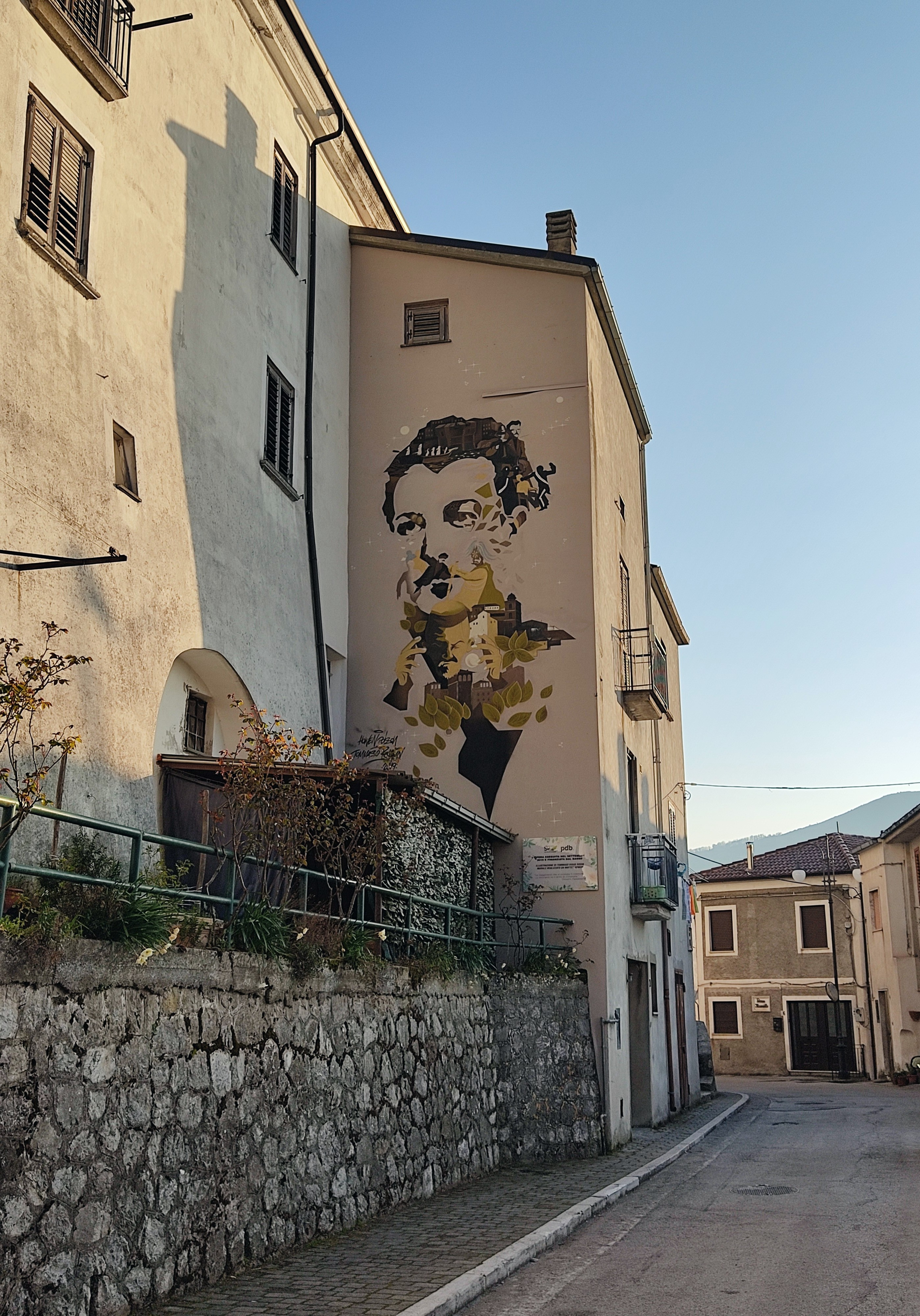
Murale dedicato a Passannante a Savoia di Lucania

Dalla condanna inferta al comune, la popolazione di Savoia di Lucania è ancora divisa in due comitati opposti: un comitato pro-Salvia che rivendica il desiderio di ritornare al vecchio nome Salvia, in memoria delle torture inflitte a Passannante e del ruolo dei Savoia nella politica italiana, e un comitato pro-Savoia che rivendica l'onore di essere legati alla dinastia sabauda e condanna l'atto compiuto dall'anarchico.
Il 10 febbraio 1948 il consigliere comunale Raffaele Cancro propose la cancellazione del nome Savoia e di dare un nuovo toponimo Passannantea, ma l'idea venne respinta. Un altro invito riguardo al cambiamento del nome avvenne nel 1954 da parte di un padre domenicano, anche questa volta rifiutato. Nel 2007 la sindaca Rosina Ricciardi ribadì la sua contrarietà al ritorno del vecchio nome della città, sostenendo che «siamo nati in Savoia indipendentemente dalla storia». Il comitato pro-Savoia aveva previsto, per il giorno 1º maggio dello stesso anno, un incontro pubblico con il principe Emanuele Filiberto, ma il ricevimento è stato successivamente annullato.

## Opere ispirate
- Passannante – canto sociale pugliese di fine Ottocento dedicato all'anarchico, di cui esistono due versioni. L'autore è ignoto.[108]
- L'innaffiatore del cervello di Passannante – spettacolo teatrale scritto e interpretato da Ulderico Pesce.
- Liberiamo Passannante! – manifestazione tenutasi al Teatro Palladium di Roma il 19 marzo 2007, con l'obiettivo di sollecitare la sepoltura dei resti dell'anarchico, al tempo ancora esposti al Museo criminologico. L'evento registrò un'affluenza di 800 persone e parteciparono diverse personalità come i musicisti Gino Paoli, Têtes de Bois, Carmen Consoli, Paola Turci, Francesco Di Giacomo; i politici Oliviero Diliberto, Marco Rizzo; l'architetto Renato Nicolini e l'attore Ulderico Pesce.[109]
- Passannante – film del 2011 con Fabio Troiano nei panni dell'anarchico. Altri interpreti sono Ulderico Pesce, Andrea Satta, Alberto Gimignani e Luca Lionello.